# Join (SQL)
La JOIN è una clausola del linguaggio SQL che serve a combinare le tuple di due o più relazioni di una base di dati. Lo standard ANSI definisce alcune specifiche per il linguaggio SQL sul tipo di JOIN da effettuare: INNER JOIN, FULL JOIN, LEFT JOIN e RIGHT JOIN, alle quali diversi DBMS aggiungono CROSS JOIN. In alcuni casi è possibile che una tabella possa essere combinata con se stessa, in questo caso si parlerà di self-join.

## Tabelle di esempio
Tutti gli esempi che verranno riportati di seguito faranno uso delle seguenti due tabelle:
| Cognome | ID_dipartimento |
| ------- | --------------- |
| Rossi   | 31              |
| Bianchi | 33              |
| Mancini | 33              |
| Santoro | 34              |
| Monti   | 34              |
| Grassi  | NULL            |

| ID_dipartimento | Nome_dipartimento |
| --------------- | ----------------- |
| 31              | Vendite           |
| 33              | Tecnico           |
| 34              | Risorse umane     |
| 35              | Promozione        |

Dipartimenti.ID_dipartimento è la chiave primaria che ha una cardinalità 0:n nei confronti del campo Impiegati.ID_dipartimento.
Nota: Il dipartimento Promozione della tabella Dipartimenti non ha alcuna corrispondenza nella tabella Impiegati. Mentre l'impiegato Grassi non è stato assegnato ad alcun dipartimento (NULL).

## Inner join

Diagramma di Venn che rappresenta la di due tabelle

Una INNER JOIN crea una nuova tabella combinando i valori delle due tabelle di partenza ({\displaystyle A} e {\displaystyle B}) basandosi su una certa regola di confronto. La query compara ogni riga della tabella {\displaystyle A} con ciascuna riga della tabella {\displaystyle B} cercando di soddisfare la regola di confronto definita.  Quando la regola di join viene soddisfatta, i valori di tutte le colonne delle tabelle {\displaystyle A} e {\displaystyle B} vengono combinate in un'unica riga nella costruzione della tabella risultante. La INNER JOIN è la forma di join usata più di frequente nelle applicazioni e rappresenta la modalità predefinita.
Per esempio, la seguente query unirà le due tabelle Impiegati e Dipartimenti usando la chiave primaria ID_dipartimento che è la colonna presente in entrambe le tabelle. Quando ID_dipartimento corrisponde in entrambe le tabelle (ovvero la regola è soddisfatta), la query combinerà le colonne Cognome, ID_dipartimento e Nome_dipartimento in un'unica riga per la tabella risultante.
Esempio di INNER JOIN in forma esplicita:
```
SELECT
 
*

FROM
   
Impiegati
 

       
INNER
 
JOIN
 
Dipartimenti
 

          
ON
 
Impiegati
.
ID_dipartimento
 
=
 
Dipartimenti
.
ID_dipartimento

```

che equivale a:
```
SELECT
 
*
  

FROM
   
Impiegati
,
 
Dipartimenti
 

WHERE
  
Impiegati
.
ID_dipartimento
 
=
 
Dipartimenti
.
ID_dipartimento

```

Risultato della query di INNER JOIN:
| Impiegati.Cognome | Impiegati.ID_dipartimento | Dipartimenti.Nome_dipartimento | Dipartimenti.ID_dipartimento |
| ----------------- | ------------------------- | ------------------------------ | ---------------------------- |
| Santoro           | 34                        | Risorse umane                  | 34                           |
| Bianchi           | 33                        | Tecnico                        | 33                           |
| Monti             | 34                        | Risorse umane                  | 34                           |
| Mancini           | 33                        | Tecnico                        | 33                           |
| Rossi             | 31                        | Vendite                        | 31                           |

Nota: l'impiegato Grassi e il dipartimento Promozione non sono presenti in quanto l'impiegato Grassi ha un NULL mentre Promozione non compare in nessun impiegato. A volte come risultato finale si desidera avere anche i record che non hanno corrispondenza: in tal caso è possibile usare la query di tipo OUTER JOIN.

### Equi-join
La equi-join, noto come "l'unica operazione ammissibile", ha un particolare tipo di comparatore, detto theta join, che utilizza come metodo di verifica, solamente l'uguaglianza matematica come regola di confronto. Usare altri operatori di confronto (come ad esempio <) squalifica la join come equi-join. La query riportata di seguito utilizza una equi-join:
```
SELECT
 
*

FROM
   
Impiegati
 

       
INNER
 
JOIN
 
Dipartimenti
 

          
ON
 
Impiegati
.
ID_dipartimento
 
=
 
Dipartimenti
.
ID_dipartimento

```

SQL fornisce una scorciatoia per definire le equi-joins, attraverso la parola riservata USING
```
SELECT
 
*

FROM
   
Impiegati
 

       
INNER
 
JOIN
 
Dipartimenti
 

          
USING
 
(
ID_dipartimento
)

```

La keyword USING è supportata da Microsoft SQL Server Management Studio, MySQL, Oracle, PostgreSQL, SQLite, e DB2/400.

### Natural join
Una NATURAL JOIN offre ulteriori specializzazioni di equi-join.  Solitamente la JOIN confronta colonne di tabelle diverse che hanno lo stesso nome. La NATURAL JOIN fa proprio questo.
Nell'esempio che segue viene riportata la notazione NATURAL JOIN equivalente alla prima INNER JOIN definita:
```
SELECT
 
*

FROM
   
Impiegati
 

       
NATURAL
 
JOIN
 
Dipartimenti

```

| ID_dipartimento | Impiegati.Cognome | Dipartimenti.Nome_dipartimento |
| --------------- | ----------------- | ------------------------------ |
| 34              | Monti             | Risorse umane                  |
| 33              | Bianchi           | Tecnico                        |
| 34              | Santoro           | Risorse umane                  |
| 33              | Mancini           | Tecnico                        |
| 31              | Rossi             | Vendite                        |

### Cross join

Immagine che rappresenta la di due tabelle

Una CROSS JOIN, cartesian join o product fornisce le basi (le infrastrutture informatiche) attraverso cui tutti i tipi di INNER JOIN operano. Il risultato di una CROSS JOIN è il prodotto cartesiano di tutte le righe delle tabelle che concorrono alla query di join. È come dire che stiamo facendo una INNER JOIN senza impostare la regola di confronto o in cui la regola di confronto ritorna sempre vero.
Date le due tabelle di partenza {\displaystyle A} e {\displaystyle B}, la cross join si scrive {\displaystyle A} × {\displaystyle B}.
Esempio di CROSS JOIN esplicito:
```
SELECT
 
*

FROM
   
Impiegati
 
CROSS
 
JOIN
 
Dipartimenti

```

Altro esempio implicito di CROSS JOIN:
```
SELECT
 
*

FROM
   
Impiegati
,
 
Dipartimenti
;

```

| Impiegati.Cognome | Impiegati.ID_dipartimento | Dipartimenti.Nome_dipartimento | Dipartimenti.ID_dipartimento |
| ----------------- | ------------------------- | ------------------------------ | ---------------------------- |
| Rossi             | 31                        | Vendite                        | 31                           |
| Bianchi           | 33                        | Vendite                        | 31                           |
| Mancini           | 33                        | Vendite                        | 31                           |
| Monti             | 34                        | Vendite                        | 31                           |
| Santoro           | 34                        | Vendite                        | 31                           |
| Grassi            | NULL                      | Vendite                        | 31                           |
| Rossi             | 31                        | Tecnico                        | 33                           |
| Bianchi           | 33                        | Tecnico                        | 33                           |
| Mancini           | 33                        | Tecnico                        | 33                           |
| Monti             | 34                        | Tecnico                        | 33                           |
| Santoro           | 34                        | Tecnico                        | 33                           |
| Grassi            | NULL                      | Tecnico                        | 33                           |
| Rossi             | 31                        | Risorse umane                  | 34                           |
| Bianchi           | 33                        | Risorse umane                  | 34                           |
| Mancini           | 33                        | Risorse umane                  | 34                           |
| Monti             | 34                        | Risorse umane                  | 34                           |
| Santoro           | 34                        | Risorse umane                  | 34                           |
| Grassi            | NULL                      | Risorse umane                  | 34                           |
| Rossi             | 31                        | Promozione                     | 35                           |
| Bianchi           | 33                        | Promozione                     | 35                           |
| Mancini           | 33                        | Promozione                     | 35                           |
| Monti             | 34                        | Promozione                     | 35                           |
| Santoro           | 34                        | Promozione                     | 35                           |
| Grassi            | NULL                      | Promozione                     | 35                           |

## Outer join
Una OUTER JOIN non richiede che ci sia corrispondenza esatta tra le righe di due tabelle. La tabella risultante da una outer join trattiene tutti quei record che non hanno alcuna corrispondenza tra le tabelle. Le OUTER JOIN si suddividono in LEFT OUTER JOIN, RIGHT OUTER JOIN, e FULL OUTER JOIN, in base a quale sia la tabella di cui intendiamo trattenere i valori in caso di mancata corrispondenza della regola di confronto da (sinistra, destra, o entrambi). In questo caso left (sinistra) e right (destra) si riferiscono ai due lati della keyword JOIN.

### Nota sulle clausole WHERE e ON
Si sottolinea come esista un ordine di esecuzione tra le condizioni specificate nella WHERE e quelle presenti nella ON.
Specificatamente le clausole presenti nella ON sono valutate anteriormente all'esecuzione della JOIN mentre le clausole nella where sono valutate successivamente all'esecuzione della JOIN.

### Left outer join

Diagramma di Venn che rappresenta la di due tabelle

Il risultato di una query LEFT OUTER JOIN (o semplicemente LEFT JOIN) per le tabelle {\displaystyle A} e {\displaystyle B} contiene sempre tutti i record della tabella di sinistra (left) {\displaystyle A}, mentre vengono estratti dalla tabella di destra (right) {\displaystyle B} solamente le righe che trovano corrispondenza nella regola di confronto della join. Questo significa che se la clausola ON trova zero righe in {\displaystyle B}, la JOIN mostrerà una riga risultante con valore NULL in tutte le colonne corrispondenti al risultato per le colonne di {\displaystyle B}.
Esempio di una left outer join:
```
SELECT
 
*
  

FROM
   
Impiegati
  
LEFT
 
OUTER
 
JOIN
 
Dipartimenti
  

          
ON
 
Impiegati
.
ID_dipartimento
 
=
 
Dipartimenti
.
ID_dipartimento

```

| Impiegati.Cognome | Impiegati.ID_dipartimento | Dipartimenti.Nome_dipartimento | Dipartimenti.ID_dipartimento |
| ----------------- | ------------------------- | ------------------------------ | ---------------------------- |
| Bianchi           | 33                        | Tecnico                        | 33                           |
| Rossi             | 31                        | Vendite                        | 31                           |
| Santoro           | 34                        | Risorse umane                  | 34                           |
| Monti             | 34                        | Risorse umane                  | 34                           |
| Grassi            | NULL                      | NULL                           | NULL                         |
| Mancini           | 33                        | Tecnico                        | 33                           |

### Right outer join

Diagramma di Venn che rappresenta la di due tabelle

Una RIGHT OUTER JOIN (o RIGHT JOIN) semplicemente ricalca il funzionamento della LEFT OUTER JOIN, ma invertendo l'ordine delle tabelle interessate.
Il risultato di una query RIGHT OUTER JOIN per le tabelle {\displaystyle A} e {\displaystyle B} contiene sempre tutti i record della tabella di destra (right) {\displaystyle B}, mentre vengono estratti dalla tabella di sinistra (left) {\displaystyle A} solamente le righe che trovano corrispondenza nella regola di confronto della JOIN. Questo significa che se la clausola ON trova zero righe in {\displaystyle A}, la JOIN mostrerà una riga risultante con valore NULL in tutte le colonne corrispondenti al risultato per le colonne di {\displaystyle A}.
Esempio di una RIGHT OUTER JOIN:
```
SELECT
 
*
 

FROM
   
Impiegati
 
RIGHT
 
OUTER
 
JOIN
 
Dipartimenti
 

          
ON
 
Impiegati
.
ID_dipartimento
 
=
 
Dipartimenti
.
ID_dipartimento

```

| Impiegati.Cognome | Impiegati.ID_dipartimento | Dipartimenti.Nome_dipartimento | Dipartimenti.ID_dipartimento |
| ----------------- | ------------------------- | ------------------------------ | ---------------------------- |
| Monti             | 34                        | Risorse umane                  | 34                           |
| Bianchi           | 33                        | Tecnico                        | 33                           |
| Santoro           | 34                        | Risorse umane                  | 34                           |
| Mancini           | 33                        | Tecnico                        | 33                           |
| Rossi             | 31                        | Vendite                        | 31                           |
| NULL              | NULL                      | Promozione                     | 35                           |

In pratica sono utilizzate maggiormente le query di LEFT OUTER JOIN rispetto a quelle di RIGHT OUTER JOIN, ma possono verificarsi rari casi in cui in query molto complesse ci sia la necessità di utilizzare contemporaneamente il criterio di LEFT OUTER JOIN e di RIGHT OUTER JOIN.
Lo stesso risultato della precedente RIGHT OUTER JOIN si può ripetere usando il tipo LEFT OUTER JOIN:
```
SELECT
 
*
 

FROM
   
Dipartimenti
 
LEFT
 
OUTER
 
JOIN
 
Impiegati

          
ON
 
Impiegati
.
ID_dipartimento
 
=
 
Dipartimenti
.
ID_dipartimento

```

### Full outer join

Diagramma di Venn che rappresenta la di due tabelle

Una FULL OUTER JOIN combina i risultati delle due tabelle {\displaystyle A} e {\displaystyle B} tenendo conto di tutte le righe delle tabelle, anche di quelle che non hanno corrispondenza tra di loro.
Il risultato di una query FULL OUTER JOIN per le tabelle {\displaystyle A} e {\displaystyle B} contiene sempre tutti i record della tabella di sinistra (left) {\displaystyle A}, estraendo dalla tabella di destra (right) {\displaystyle B} solamente le righe che trovano corrispondenza nella regola di confronto della join; inoltre verranno estratti tutti i record della tabella di sinistra (left) {\displaystyle A} che non trovano corrispondenza nella tabella di destra (right) {\displaystyle B} impostando a NULL i valori di tutte le colonne della tabella {\displaystyle B} e tutti i record della tabella di destra (right) {\displaystyle B} che non trovano corrispondenza nella tabella di sinistra (left) {\displaystyle A}  impostando a NULL i valori di tutte le colonne della tabella {\displaystyle A}.
Esempio di una FULL OUTER JOIN:
```
SELECT
 
*
  

FROM
   
Impiegati
 

       
FULL
 
OUTER
 
JOIN
 
Dipartimenti
 

          
ON
 
Impiegati
.
ID_dipartimento
 
=
 
Dipartimenti
.
ID_dipartimento

```

| Impiegati.Cognome | Impiegati.ID_dipartimento | Dipartimenti.Nome_dipartimento | Dipartimenti.ID_dipartimento |
| ----------------- | ------------------------- | ------------------------------ | ---------------------------- |
| Monti             | 34                        | Risorse umane                  | 34                           |
| Bianchi           | 33                        | Tecnico                        | 33                           |
| Santoro           | 34                        | Risorse umane                  | 34                           |
| Grassi            | NULL                      | NULL                           | NULL                         |
| Mancini           | 33                        | Tecnico                        | 33                           |
| Rossi             | 31                        | Vendite                        | 31                           |
| NULL              | NULL                      | Promozione                     | 35                           |

Alcuni database (come per esempio MySQL) non supportano direttamente questa funzionalità, ma la si può emulare attraverso la combinazione di LEFT OUTER JOIN e RIGHT OUTER JOIN per mezzo della parola riservata UNION.
La creazione di una query di FULL OUTER JOIN si realizzerà come segue:
```
SELECT
 
*

FROM
   
Impiegati
 

       
LEFT
 
JOIN
 
Dipartimenti
 

          
ON
 
Impiegati
.
ID_dipartimento
 
=
 
Dipartimenti
.
ID_dipartimento

UNION

SELECT
 
*

FROM
   
Impiegati

       
RIGHT
 
JOIN
 
Dipartimenti

          
ON
 
Impiegati
.
ID_dipartimento
 
=
 
Dipartimenti
.
ID_dipartimento

WHERE
  
Impiegati
.
ID_dipartimento
 
IS
 
NULL

```

Allo stesso modo senza utilizzare nemmeno la query di RIGHT OUTER JOIN:
```
SELECT
 
Impiegati
.
*
,
 
Dipartimenti
.
*

FROM
   
Impiegati
 

       
LEFT
 
JOIN
 
Dipartimenti
 

          
ON
 
Impiegati
.
ID_dipartimento
 
=
 
Dipartimenti
.
ID_dipartimento

UNION

SELECT
 
Impiegati
.
*
,
 
Dipartimenti
.
*

FROM
   
Dipartimenti

       
LEFT
 
JOIN
 
Impiegati

          
ON
 
Impiegati
.
ID_dipartimento
 
=
 
Dipartimenti
.
ID_dipartimento

WHERE
  
Impiegati
.
ID_dipartimento
 
IS
 
NULL

```

## Self-join
La self-join serve a unire una tabella con se stessa.